# La Serra (Isona i Conca Dellà)
La Serra és una serra de l'actual terme municipal d'Isona i Conca Dellà, pertanyent a l'antic municipi d'Orcau.
Es troba al nord-est del poble de Basturs, que, de fet, es troba a la part més baixa d'aquest mateix serrat. La Serra separa les valls de la Llau de la Vall d'en Pere, al nord-oest, i del barranc de la Viella, al sud-est.